# 辻貴光
辻 貴光（つじ たかみつ、1981年7月6日 - ）は、奈良県奈良市出身の自転車元プロロードレース選手である。2010年CIERVO NARAを立ち上げ、監督兼選手としてチーム運営に携わった。2012年チームを退団後は、実家のサイクルショップ「サイクルライフショップ白星」の二代目店長を務める傍ら、立命館大学自転車競技部の監督などを歴任。現在は自身の知見を活かし、幅広い層へのコーチングやフィッティングサービスも手掛けている。

## 経歴
小学生時に父親とマウンテンバイクを始める。
中学生時からロードレースに興味を持ちクラブチームに入りレースに参加し始める。
平安高校、立命館大学卒業。立命館大学在学中は全日本学生選手権クリテリウム大会で3連覇を達成するなど、主にトラックレースやクリテリウムで圧倒的な強さを見せた。2003年の国民体育大会では京都府チームの主将も務めた。
卒業後、一年間ヨーロッパ（フランス）留学の後、2005年スキル・シマノ入り。2008年よりマトリックス・パワータグ移籍。2001年全日本選手権U23タイムトライアル優勝。2001年から2003年まで全日本学生クリテウム三連覇。身体能力の高いスプリンター。宇都宮ブリッツェンの辻善光は実弟。父は地元でプロショップを経営している。特技は、大食い。フードファイターとしてテレビ局から番組出演のオファーをもらったことがある。2010年より地元奈良県でプロサイクリングチームCIERVO NARAを立ち上げ、監督・選手として活躍。
2012年9月チーム退団を表明、同年立命館大学自転車競技部の監督に就任。前園浩平や河賀雄大らを輩出。また、マトリックス　パワータグマトリックスパワータグのメカニックとしても活躍した。
2017年、父親の経営するプロショップ（サイクルライフショップ白星）の店長に就任。店舗経営に携わりながら、プロ選手・監督双方の経験を活かした独自のフィッティングサービスやコーチングを開始した。また、選手時代のロードレースだけでなく、近年はマウンテンバイク（クロスカントリー、ダウンヒル、ダートジャンプ）、グラベルロードといったオフロード競技にも積極的に挑戦している。特にダウンヒルにおいては、非公式ながらエリートクラスの選手として活動している。ダウンヒルプロライダーの九島勇気と親交があり、ショップとして一部機材提供なども行っている。

## 戦績
アマチュア・学生時代
- 2000年
  - 西日本学生選手権 ポイントレース 優勝
  - 西日本学生選手権 クリテリウム 優勝
  - 全日本選手権 個人タイムトライアル 3位
- 2001年
  - 全日本学生選手権 クリテリウム 優勝
  - 全日本選手権 個人タイムトライアル U-23 優勝
- 2002年
  - 全日本学生選手権 クリテリウム 優勝
- 2003年
  - 全日本学生選手権 クリテリウム 優勝（3連覇）
  - 全日本選手権 タイムトライアル 3位

プロ時代
- 2006年
  - チャレンジロードレース A-E 2位
- 2007年
  - ツール・ド・香港上海 ステージ4位
  - 全日本実業団南紀白浜クリテリウム 2位
  - 全日本実業団対抗サイクルロードレース 4kmチーム・パーシュート 優勝

## メディア出演
- 自転車野郎（CSフジテレビNEXT）
  - 団長安田 大阪→東京550キロのプロポーズ大作戦に併走・サポート役として出演[3]
- 関西テレビ「FNNスーパーニュースANCHOR」
  - スポーツコーナー「スポラバ」に2回出演（うち1回は2012年6月7日放送）。
- 朝日放送（ABC）「クイズ！紳助くん なにわ突撃隊」
  - 2010年6月・7月放送：クリテリウムをテーマにした回に出演。
  - 2011年9月放送：スペシャルで、お笑い芸人のエンデューロ挑戦をサポート。
- 朝日放送（ABC）「探偵！ナイトスクープ」
  - 2010年9月10日放送「少年の自転車の旅」に、少年のサポート役として出演（探偵：松村邦洋）。
- 奈良テレビ
  - 「Myけいはんな」、ニュース番組に複数回出演